# Ria Van Landeghem
Maria (Ria) Van Landeghem (Sint-Niklaas, 19 september 1957) is een Belgische voormalige atlete, die gespecialiseerd was in de lange afstand. Zij nam eenmaal deel aan de Olympische Spelen en veroverde op twee onderdelen twee Belgische titels. Bij een tweede selectie voor de Olympische Spelen werd ze ten onrechte voor dopinggebruik geweerd door het BOIC.

## Biografie
Van Landeghem werd in 1984 de eerste Belgisch kampioene op de 10.000 m. Ze nam dat jaar op de Olympische Spelen van Los Angeles deel aan de marathon. Ze werd eenentwintigste. Twee jaar later veroverde ze de Belgische titel op de 3000 m. Op de 10.000 m nam ze deel aan de Europese kampioenschappen van 1986.

### Onterechte beschuldiging doping
In 1988 was Van Landeghem voor de tweede maal geselecteerd voor de Olympische Spelen. Om dopingzaken te vermijden organiseerde het BOIC voorafgaande dopingcontroles. Dopingcontroles, die op een twijfelachtige manier werden georganiseerd. Van Landeghem testte positief en werd naar huis gestuurd. Thuisgekomen in de Verenigde Staten liep ze in de marathon van Minneapolis-St.Paul naar de overwinning in een Belgische recordtijd. Ze werd omwille van procedurefouten vrijgesproken door de VAL. Een beslissing die later bevestigd werd door de IAAF. Voor het BOIC bleef ze echter schuldig, omdat de tegenexpertise positief kon zijn. Van Landeghem schakelde enkele dopingexperten in, zoals Frans Delbeke en Douwe de Boer om haar onschuld te bewijzen. Eind 2015 trok ze met een dossier naar de VAL, dat dit doorstuurde naar het Vlaams Dopingtribunaal. Het BOIC erkende op 7 maart 2017 dat Van Landeghem onterecht was gediskwalificeerd en bood zijn verontschuldigingen aan.

### Herbegonnen als master
Begin 2018 begon ze opnieuw met atletiek bij de masters. Bij de W60 verbeterde ze direct enkele Belgische records. In 2019 verbeterde ze tijdens de marathon van Berlijn het wereldrecord in haar leeftijdsklasse.

### Clubs
Van Landeghem begon haar carrière bij AC Waasland, stapte in 1982 over naar Olse Merksem, tien jaar later naar AV Toekomst en beëindigde haar carrière bij Racing Gent. Dertig jaar later hervatte ze bij Atletiekclub Sparta Bornem.

## Belgische kampioenschappen
| Onderdeel | Jaar |
| --------- | ---- |
| 3000 m    | 1986 |
| 10.000 m  | 1984 |

## Persoonlijke records
| Onderdeel | Prestatie | Datum          | Plaats               |
| --------- | --------- | -------------- | -------------------- |
| 5000 m    | 15.53,38  | 1986           | Moskou               |
| 10.000 m  | 32.29,73  | 5 juli 1986    | Oslo                 |
| marathon  | 2:28.11   | 2 oktober 1988 | Minneapolis-St. Paul |

## Palmares

### 3000 m
- 1985:  BK AC - 9.21,86
- 1986:  BK AC – 9.20,73
- 1992:  Gugl Internationales in Linz - 9.31,68

### 5000 m
- 1986: 12e Goodwill Games in Moskou – 15.53,38

### 10.000 m
- 1984:  BK AC – 33.40,30
- 1986: 4e Bislett Games - 32.29,73
- 1986: DNF EK in Stuttgart
- 1987:  Canadees kamp. in Ottawa - 32.55,04

### 10 km
- 1987:  Steamboat in Steamboat Springs - 36.57
- 1988:  Sunrise Stampede in Longmont - 35.51
- 1988:  Peachtree Road Race in Atlanta - 32.38
- 1988:  Coloradoan Run in Ft Collins - 33.57
- 1988:  Governor's Cup in Denver - 34.00
- 1989:  Steamboat in Steamboat Springs - 37.02
- 1989:  Sunrise Stampede in Longmont - 36.05
- 1990:  Steamboat in Steamboat Springs - 35.40
- 1990:  Tufts Health Plan in Boston - 33.39

### 5 km
- 1990:  Arvida/Taleda World-Class Invitational Road Race in San Clemente - 16.05
- 1990:  Downtown in Providence - 16.12

### 6 km
- 1985:  Corrida van Houilles - 20.11

### 15 km
- 1988:  Utica Boilermaker - 52.45

### 10 mijl
- 1987:  Bobby Crim - 56.28
- 1988:  Becel - 57.01

### 20 km
- 1991:  20 km door Brussel – 1:07.06

### halve marathon
- 1984: 4e City-Pier-City Loop - 1:14.03
- 1987:  halve marathon van Philadelphia - 1:12.44
- 1988:  halve marathon van New Bedford - 1:13.33
- 1990: 4e halve marathon van Parkersburg - 1:15.09
- 1992: 5e halve marathon van Egmond - 1:15.40

### marathon
- 1982:  marathon van Berchem - 2:47.18
- 1983:  marathon van Stockholm - 2:40.39
- 1983: 4e marathon van Antwerpen - 2:43.25
- 1984:  marathon van Peer - 2:37.33
- 1984:  marathon van Stockholm – 2:34.13
- 1984: 21e OS in Los Angeles – 2:37.11
- 1984:  marathon van Seoel - 2:41.45
- 1986: 5e marathon van Osaka - 2:37.27
- 1987:  Boston Marathon – 2:29.56
- 1987: 4e New York City Marathon – 2:32.38
- 1988:  Twin Cities Marathon in Minneapolis-Saint Paul – 2:28.11
- 1991:  BK in Londen - 2:33.49 (17e overall)
- 1991:  marathon van San Francisco - 2:37.11
- 1992: 10e marathon van Nagoya - 2:39.29

### veldlopen
- 1985:  Warandeloop (Nederland) - 11.17
- 1985: 91e WK in Lissabon
- 1991: 77e WK in Antwerpen - 22.08
- 1992: 79e WK in Boston - 22.52